# Cam Christie
Cameron Hannaford "Cam" Christie, född 24 juli 2005 i Arlington Heights i Illinois, är en amerikansk professionell basketspelare (SG) som spelar för Los Angeles Clippers i National Basketball Association (NBA).
Han draftades av Los Angeles Clippers i andra rundan i 2024 års draft som 46:e spelare totalt.
Innan Christie blev proffs studerade han vid University of Minnesota och spelade för deras idrottsförening Minnesota Golden Gophers.
Han är bror till Max Christie.